# Tetrastemma timofeevai
Tetrastemma timofeevai är en djurart som tillhör fylumet slemmaskar, och som beskrevs av Gibson 1995. Tetrastemma timofeevai ingår i släktet Tetrastemma och familjen Tetrastemmatidae. Inga underarter finns listade i Catalogue of Life.